# Sciophila arizonensis
Sciophila arizonensis är en tvåvingeart som beskrevs av Zaitzev 1982. Sciophila arizonensis ingår i släktet Sciophila och familjen svampmyggor. Inga underarter finns listade i Catalogue of Life.